# トーマス・オースティン

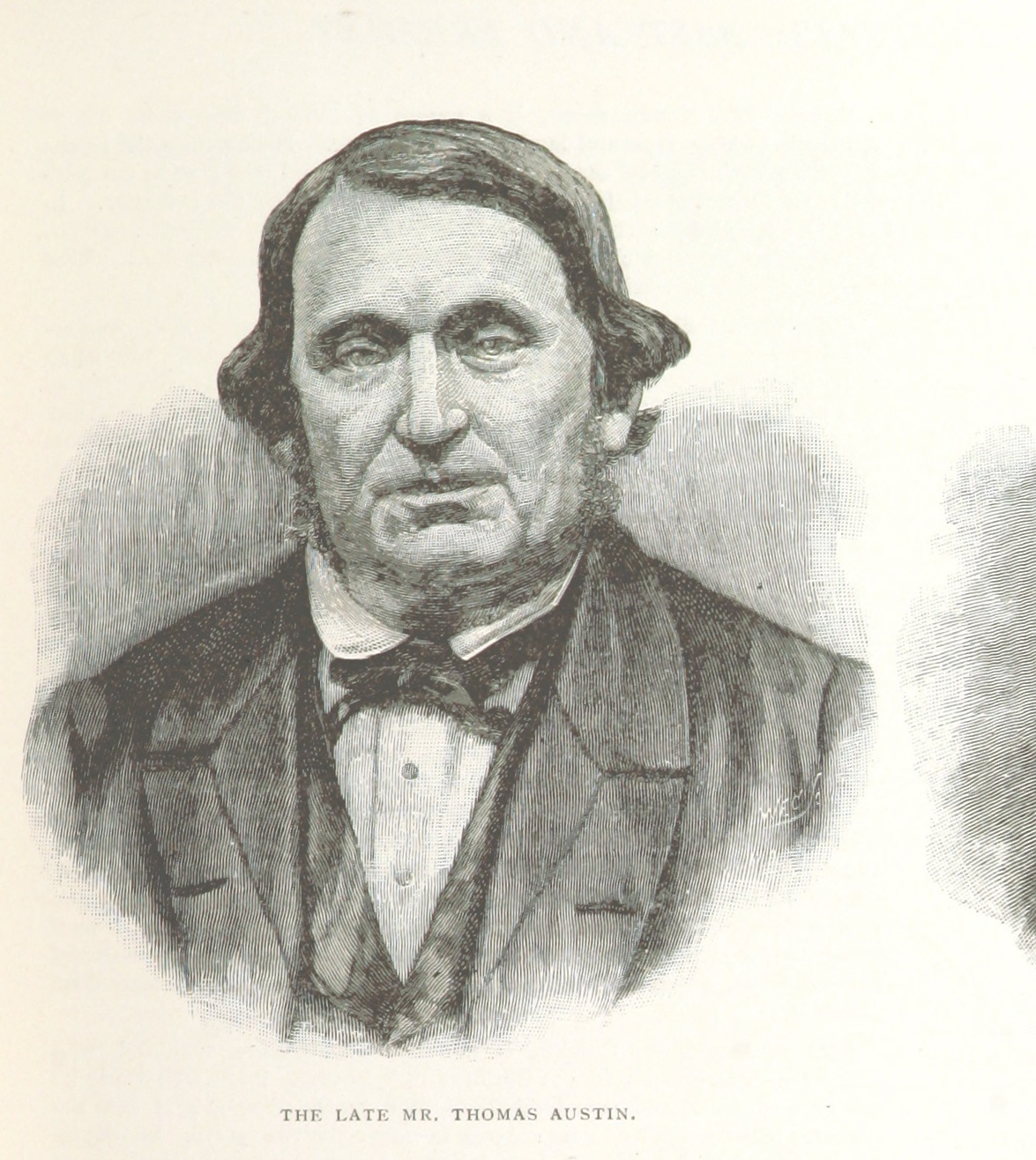
トーマス・オースティンの肖像画（1888年）

トーマス・オースティン（Thomas Austin、1815年 - 1871年12月15日）は、オーストラリアに入植したイギリス人である。1859年に彼がオーストラリアに持ち込んだウサギが、オーストラリア大陸全土に広く分布するようになったことで知られている。

## 私生活
トーマス・オースティンは、ジョン・オースティンとナンシー（旧姓ルーカス）の末っ子として、イングランドのサマセット州バルトンズボローで生まれた。1831年、一家でヴァン・ディーメンズ・ランド（現在のタスマニア）の入植地ホバート・タウンに到着した。
叔父や従兄弟とともにダーウェント川を渡る最初のフェリー（現在のオースティンズ・フェリー）を設置した。
ウーズ近郊で農業を営んだ後、弟のジェームズとともに1837年に大陸本土へ渡り、ポート・フィリップ地区（現在のビクトリア州）の西部地方に開拓放牧者として定住した。
1845年、メルボルンでエリザベス・フィリップス・ハーディング(Elizabeth Phillips Harding, 1821-1910)と結婚し、11人の子供をもうけた。

## バーウォン・パーク
オースティンは、1837年からビクトリア州ウィンチェルシー近くに土地を取得し、1万2千ヘクタールの牧場（現在のバーウォン・パーク(Barwon Park)）を開いた。この土地は、羊の飼育や馬の調教に使われた。
1871年、オースティンが設計し、自分の敷地内に建てた邸宅が完成した。この邸宅は現在、オーストラリア・ナショナル・トラストが所有し、一般公開されている。オースティンは邸宅完成の半年後に亡くなったが、妻のエリザベスは邸宅に住み続け、慈善家としてハイデルバーグのオースティン病院やジーロングのオースティン・ホームズ・フォー・ウィメンの設立に貢献した。

## 種の導入
オースティンは、ビクトリア州順化協会のメンバーとして、多くの種をイギリスからオーストラリアに導入した。1861年には、ノウサギ、クロウタドリ、ツグミを導入し、イギリスの野ウサギとオウムを飼育していると書いている。
1859年10月には、オーストラリア南部のメルボルン近郊にある自分の所有地に、兎狩りのために24匹のアナウサギ(Oryctolagus cuniculus)を導入した。この行為は、当時は他の入植者たちから称賛されたが、このウサギはオーストラリアの乾燥した気候に順応し、天敵もいないことから爆発的に増え、オーストラリア大陸の生態系を破壊した。